# Liste des châteaux de l'Isère
La liste des châteaux de l'Isère recense de manière non exhaustive les mottes castrales ou château de terre, les châteaux, château fort ou château de plaisance, les châteaux viticoles, les maisons fortes, les manoirs, situés dans le département français de l'Isère. Il est fait état des inscriptions et classements au titre des monuments historiques. Le département de l'Isère serait clairsemé de plus de 560 châteaux. Beaucoup de ces constructions ne sont plus que vestiges, mais Virieu, Vizille, Sassenage, Septème ont conservé leur splendeur. Forteresses féodales ou demeures somptueuses, aujourd'hui, 25 de ces châteaux sont ouverts à la visite.

## Liste
| Icône            | Signification    | Abréviations             | Abréviations                  | Abréviations             | Abréviations           |
| ---------------- | ---------------- | ------------------------ | ----------------------------- | ------------------------ | ---------------------- |
| Château fort     | Château fort     | = Bastide                | = Ferme fortifiée             | = Maison forte           | = (Néo-)Palladianisme  |
| Renaissance      | Renaissance      | = Château gascon         | = Folie (montpelliéraine)     | = Manoir, Gentilhommière | = Résidence épiscopale |
| Domaine viticole | Domaine viticole | = Classicisme, classique | = Forteresse, fort(ification) | = Maison (noble)         | = Style Beaux-Arts     |
| Palais           | Palais           | = Commanderie            | = Gothique (flamboyant)       | = Néo-baroque            | = Style Second Empire  |
| Ruine ou disparu | Ruine, disparu   | = Château pinardier      | = Hôtel particulier           | = Néo-classique          | = Style italianisant   |
|                  |                  | = Demeure seigneuriale   | ... = Style Louis XII...XVI   | = Néo-gothique           | = Style troubadour     |
|                  |                  | = Éclectisme             | = Logis (seigneurial)         | = Néo-Renaissance        | = Villa (de Nice)      |
| Baroque, rococo  | Baroque, rococo  | = Édifice religieux      | = Motte castrale/féodale      | = Pavillon de chasse     | = Styles du XXe siècle |

| Type                                          | Château                                     | Commune                          | Protection                                                        | Notes | Coordonnées                      | Illustration |
| --------------------------------------------- | ------------------------------------------- | -------------------------------- | ----------------------------------------------------------------- | --- | -------------------------------- | ------------ |
| Renaissance                                   | Château de l'Albe (ou de l'Alba)            | L'Albenc                         | Inscrit MH (1978) · Notice no PA00117115                          | également dénommé château de l'Alba ou encore de Montravel                                                                             |                                  |              |
| Château fort · Ruine ou disparu               | Château vieux d'Anjou                       | Anjou                            |                                                                   | Ancien château fort des XIIe siècle ou XIIIe siècle. En ruines au XXIe siècle.                                                         | 45° 21′ 02″ N, 4° 52′ 38″ E      |              |
| Classicisme, classique                        | Château d'Anjou                             | Anjou                            | Inscrit MH (2009) · Notice no PA38000029                          | Château du XVIIIe siècle. | 45° 20′ 59″ N, 4° 52′ 54″ E      |              |
| Château fort · Ruine ou disparu               | Château d'Anthon                            | Anthon                           |                                                                   | Ancien château fort du XIIIe siècle. En ruines au XXIe siècle.                                                                         | 45° 47′ 40″ N, 5° 10′ 19″ E      |              |
| Maison forte                                  | Maison forte d'Antouillet                   | Panossas                         | Notice no IA38000107                                              | Ensemble de la fin du XIIIe siècle ou début XIVe siècle                                                                                | 45° 40′ 09″ N, 5° 11′ 48″ E      |              |
| Château fort · Ruine ou disparu               | Tour d'Arces                                | Saint-Ismier                     |                                                                   | Ancienne tour forte du XIIIe siècle. En ruines au XXIe siècle.                                                                         | 45° 15′ 31″ nord, 5° 48′ 57″ est |              |
| Château fort · Ruine ou disparu               | Château d'Ars                               | Avignonet                        | Patrimoine en Isère                                               | Château du XIIIe siècle | 44° 58′ 13″ nord, 5° 40′ 46″ est |              |
| Maison forte · Renaissance                    | Château de l'Arthaudière                    | Saint-Bonnet-de-Chavagne         | Classé MH (1991) · Notice no PA00117371                           | Ancienne maison forte du XIIIe siècle, Remanié à la Renaissance, aux XVIIe et XVIIIe siècles ainsi qu'au XIXe siècle. Fermé au public. | 45° 07′ 09″ nord, 5° 13′ 59″ est |              |
| Château fort · Ruine ou disparu               | Château d'Auberives                         | Auberives-sur-Varèze             |                                                                   | Ancien château fort ruiné en 1430. Subsiste de faibles vestiges au XXIe siècle.                                                        | 45° 25′ 34″ N, 4° 49′ 08″ E      |              |
| Château fort                                  | Château de la Balme                         | Saint-Martin-le-Vinoux           |                                                                   | Ancien château fort du XIIIe siècle.                                                                                                   |                                  |              |
| Renaissance                                   | Château de Bardonenche                      | Monestier-de-Clermont            |                                                                   | Château construit en 1590 par les Clermont-Tonnerre Restauré, transformé en chambres d'hôtes                                           | 44° 55′ 04″ nord, 5° 38′ 11″ est |              |
|                                               | Manoir de la Bâtie                          | Agnin                            | Inscrit MH (1979) · Notice no PA00117114                          | |                                  |              |
| Château fort · Ruine ou disparu               | Château de la Bâtie                         | Vienne                           | Inscrit MH (1926) · Notice no PA00117321                          | Ancien château fort bâtie vers 1225. En ruines au XXIe siècle.                                                                         | 45° 31′ 51″ nord, 4° 52′ 35″ est |              |
| Maison forte · Renaissance · Domaine viticole | Château Bayard                              | Pontcharra                       | Classé MH (1915) · Notice no PA00117240                           | Ancienne maison forte bâti en 1404 Restaurée, accueille le musée Bayard. Domaine viticole                                              | 45° 25′ 25″ nord, 6° 01′ 08″ est |              |
| Château fort                                  | Château de Beaumont                         | La Mure                          |                                                                   | Château bâti au XVe siècle. | 44° 54′ 15″ N, 5° 46′ 59″ E      |              |
| Classicisme, classique                        | Château de Beauregard                       | Seyssinet-Pariset                | Classé MH (1997) · Inscrit MH (1997) · Notice no PA38000002       | Château de plaisance des XVIIIe et XIXe siècles. Ouvert au public sous condition.                                                      | 45° 10′ 17″ nord, 5° 40′ 28″ est |              |
| Château fort · Ruine ou disparu               | Château de Beauvoir                         | Beauvoir-en-Royans               | Classé MH (1922) · Notice no PA00117121                           | Ancien château fort du XIIIe siècle. En ruines au XXIe siècle.                                                                         | 45° 07′ 20,9″ N, 5° 20′ 20,4″ E  |              |
| Maison forte                                  | Château de Belmont                          | Belmont                          | Inscrit MH (1988) · Notice no PA00117122                          | Ancienne maison forte du XIIe siècle, remaniée au XVIe siècle et XVIIe siècle                                                          | 45° 28′ 21″ nord, 5° 22′ 12″ est |              |
| Maison (noble)                                | Château des Blondes                         | Sassenage                        |                                                                   | Château du XVIIIe siècle, remaniée au XXe siècle, hôtel de ville                                                                       | 45° 12′ 24″ nord, 5° 39′ 49″ est |              |
| Maison forte · Ruine ou disparu               | Château de Bocsozel                         | Mottier                          |                                                                   | Le château serait cité depuis l'an Mil "castrum Bocizelo" En ruines au XXIe siècle.                                                    | 45° 25′ 09″ N, 5° 18′ 21″ E      |              |
| Maison forte · Renaissance                    | Château de Bon Repos                        | Jarrie                           | Inscrit MH (1986) · Notice no PA00117208                          | Vestiges de l'enceinte des XIIe et XIIIe siècles Ancienne maison forte des XVe et XVIe siècles Ouvert au public.                       | 45° 06′ 37″ nord, 5° 45′ 23″ est |              |
| Maison forte · Renaissance                    | Château de Brangues                         | Brangues                         | Inscrit MH (1964) · Notice no PA00117128                          | Ancienne maison forte du XIVe siècle. Fondation Paul Claudel, ouvert au public.                                                        | 45° 41′ 53″ nord, 5° 31′ 29″ est |              |
| Château fort · Ruine ou disparu               | Château de Bressieux                        | Bressieux                        | Classé MH (1904) · Notice no PA00117129                           | Ancien château fort de la fin du XIIe siècle. En ruines au XXIe siècle. Ouvert au public, visite libre.                                | 45° 19′ 21″ nord, 5° 16′ 45″ est |              |
| Classicisme, classique                        | Château de Buffières                        | Dolomieu                         | Classé MH (1991) · Notice no PA00117370                           | Château du XVIIe siècle, fondé par la famille Gratet de Dolomieu                                                                       | 45° 36′ 41″ nord, 5° 29′ 51″ est |              |
| Maison forte · Ruine ou disparu               | Château de Château Corbeau                  | Meylan                           |                                                                   | Ancienne maison forte du début du XIIIe siècle. En ruines au XXIe siècle.                                                              | 45° 13′ 52″ nord, 5° 46′ 40″ est |              |
| Maison forte                                  | Château du Châtelard                        | Montagnieu                       | Inscrit MH (1989) · Notice no PA00117224                          | Ancienne maison forte du XIVe siècle                                                                                                   | 45° 31′ 54″ nord, 5° 26′ 02″ est |              |
| Classicisme, classique                        | Château de Chaulnes                         | Noyarey                          |                                                                   | Château du XVIIe siècle Remaniée au XIXe siècle                                                                                        | 45° 14′ 06″ nord, 5° 38′ 10″ est |              |
| Manoir, gentilhommière                        | Château de M. Chenu                         | Anjou                            |                                                                   | |                                  |              |
| Maison forte                                  | Château du Cingle                           | Vernas                           | Inscrit MH (1975) · Notice no PA00117311                          | Ancienne maison forte des XIIIe et XIVe siècles. Sert l'été de cadre à un festival d'art et de musique.                                |                                  |              |
| Château fort · Ruine ou disparu               | Château de Clermont                         | Chirens                          | Classé MH (1983) · Notice no PA00117135                           | Ancien château de terre du XIe siècle. Transformé en château de pierre au XIIe siècle.                                                 | 45° 25′ 02″ nord, 5° 32′ 10″ est |              |
| Château fort · Ruine ou disparu               | Tour du Couvat                              | Saint-Jean-le-Vieux              |                                                                   | | 45° 12′ 37″ N, 5° 52′ 42″ E      |              |
| Château fort                                  | Château de Crémieu ou château Saint-Laurent | Crémieu                          | Inscrit MH (1943) · Notice no PA00117152                          | Château fort du XIIe siècle. Reconstruit en partie au XIXe siècle. Musée.                                                              |                                  |              |
| Maison forte                                  | Château de Crolles                          | Crolles                          | Inscrit MH (1964) · Notice no PPA00117172                         | Ancienne Maison forte du XIIIe siècle.                                                                                                 |                                  |              |
| Château fort · Renaissance                    | Château de Demptézieu                       | Saint-Savin                      | Inscrit MH (1954) · Notice no PA00117275                          | Ancien château fort du XIIe siècle. Remanié aux XVe et XVIe siècles.                                                                   |                                  |              |
| Maison forte · Classicisme, classique         | Château de Dizimieu                         | Dizimieu                         | Classé MH (1988) · Notice no PA00117175                           | Ancienne maison forte du XIIIe siècle, Remanié aux XVIIe et XVIIIe siècles et restauré au XIXe siècle. Fermé au public.                | 45° 43′ 10″ nord, 5° 17′ 56″ est |              |
| Château fort · Ruine ou disparu               | Château de Fallavier                        | Saint-Quentin-Fallavier          |                                                                   | Ancien château fort du XIIIe siècle. En ruines au XXIe siècle. Ouvert au public en saison, visite libre de la basse-cour.              | 45° 37′ 40″ nord, 5° 07′ 21″ est |              |
| Château fort · Classicisme, classique         | Château de Faverges-de-la-Tour              | Faverges-de-la-Tour              |                                                                   | Ancien château fort XIIIe siècle. Très restauré au XIXe siècle.                                                                        | 45° 35′ 26″ nord, 5° 32′ 09″ est |              |
| Maison forte · Renaissance                    | Château du Fayet                            | Barraux                          | Inscrit MH (1972) · Notice no PA00117118                          | Ancienne maison forte du XIIe siècle. Remaniée au XVIe siècle et restaurée au XIXe siècle. Fermé au public.                            | 45° 25′ 03″ nord, 5° 58′ 20″ est |              |
| Classicisme, classique                        | Château de Fondru                           | Anjou                            |                                                                   | | 45° 20′ 50″ N, 4° 52′ 40″ E      |              |
|                                               | Château de Gaulas                           | Agnin                            |                                                                   | |                                  |              |
| Forteresse, fort(ification)                   | Bastille de Grenoble                        | Grenoble                         | Inscrit MH (1989) · Notice no PA00117197                          | | 45° 11′ 56″ N, 5° 43′ 28″ E      |              |
| Classicisme, classique                        | Château de Hautefort                        | Saint-Nicolas-de-Macherin        |                                                                   | Ancien château fort du XVe siècle, transformé en Château de plaisance au XVIIe siècle.                                                 | 45° 24′ 11″ nord, 5° 36′ 32″ est |              |
| Château fort · Classicisme, classique         | Château de Jarcieu                          | Jarcieu                          |                                                                   | Ancien château fort bâti peut être au XIIe siècle. En partie remanié au XVIIe siècle Musée de la faïence fine.                         |                                  |              |
| Maison forte · Classicisme, classique         | Château de Longpra                          | Saint-Geoire-en-Valdaine         | Classé MH (1997) · Inscrit MH (1997) · Notice no PA00117250       | Ancienne maison forte du XIIIe siècle Reconstruite au XVIIIe siècle                                                                    | 45° 31′ 55″ nord, 5° 37′ 23″ est |              |
| Maison forte                                  | Château de Milliassière                     | Succieu                          |                                                                   | Ancienne maison forte du XIVe siècle ou XIVe siècle agrandie au XIXe siècle                                                            | 45° 31′ 55″ nord, 5° 20′ 08″ est |              |
| Classicisme, classique                        | Château de Moidière                         | Bonnefamille                     | Inscrit MH (1983) · Notice no PA00117125                          | Château de plaisance construit vers 1660.                                                                                              | 45° 35′ 45″ nord, 5° 07′ 31″ est |              |
| Château fort                                  | Château de Montbreton                       | Chanas                           |                                                                   | Xe siècle |                                  |              |
| Château fort                                  | Château de Montcla                          | Saint-Geoire-en-Valdaine         |                                                                   | Hôtel de ville | 45° 27′ 22″ N, 5° 38′ 09″ E      |              |
| Château fort · Ruine ou disparu               | Château de Montfort                         | Crolles                          |                                                                   | Ancienne motte castrale du XIe siècle. Le château est cité en 1261. Site en cours de restauration.                                     |                                  |              |
| Renaissance                                   | Château de Montrevel                        | Montrevel                        | Inscrit MH (1977) · Notice no PA00117225                          | Château du XVIe siècle situé dans la vallée de l'Hien                                                                                  | 45° 29′ 13″ nord, 5° 23′ 51″ est |              |
| Maison forte · Renaissance                    | Château de La Murette                       | La Murette                       | Inscrit MH (1982) · Notice no PA00117230                          | Ancienne maison forte du XIVe siècle, remaniée au XVIe siècle et au XVIIe siècle                                                       | 45° 22′ 50″ nord, 5° 32′ 38″ est |              |
|                                               | Château de l'Orgère                         | Rives                            |                                                                   | | 45° 21′ 03″ nord, 5° 29′ 59″ est |              |
| Maison forte · Classicisme, classique         | Château du Passage                          | Le Passage                       | Classé MH (1972) · Inscrit MH (1972) · Notice no PA00117234       | Ancienne maison forte du XIVe siècle Remaniée aux XVIIIe et XIXe siècles. Ouvert au public.                                            | 45° 31′ 45″ nord, 5° 30′ 48″ est |              |
| Château fort · Ruine ou disparu               | Château de Pipet                            | Vienne                           |                                                                   | Ancien château fort du XIIe siècle. En ruines au XXIe siècle.                                                                          | 45° 31′ 28″ nord, 4° 52′ 54″ est |              |
| Château fort                                  | Château de Pupetières                       | Châbons                          | Classé MH (1972) · Notice no PA00117132                           | Ancien château fort bâti en 1222. Reconstruit en 1860.                                                                                 | 45° 27′ 34″ nord, 5° 27′ 17″ est |              |
| Maison forte                                  | Château de Quincivet                        | Saint-Vérand                     | Inscrit MH (1980) · Notice no PA00117277                          | Ancienne maison forte du XVe siècle. Propriété privée                                                                                  |                                  |              |
| Château fort · Ruine ou disparu               | Château de Quinsonnas                       | Sérézin-de-la-Tour               |                                                                   | Château fort ruiné, puis reconstruit au XVIIe siècle                                                                                   | 45° 32′ 58″ nord, 5° 19′ 50″ est |              |
| Château fort · Ruine ou disparu               | Château de Quirieu                          | Bouvesse-Quirieu                 |                                                                   | Ancien château fort du XIIe siècle. Totalement rasé Vestiges de la maison forte et du bourg médiéval.                                  | 45° 47′ 17″ nord, 5° 26′ 23″ est |              |
| Maison forte                                  | Château de la Rochette                      | Fontaine                         |                                                                   | Maison forte du XVe siècle | 45° 11′ 42″ nord, 5° 40′ 24″ est |              |
| Maison forte                                  | Château de la Rochette                      | Saint-Geoire-en-Valdaine         |                                                                   | Ancienne maison forte reconstruite au XIXe siècle. Propriété privée.                                                                   |                                  |              |
| Renaissance                                   | Château de Roussillon                       | Roussillon                       | Classé MH (1997) · Inscrit MH (1997) · Notice no PA00117243       | Château de plaisance bâti de 1548 à 1562.                                                                                              | 45° 22′ 24″ nord, 4° 48′ 41″ est |              |
| Classicisme, classique                        | Château de la Sablière                      | Anjou                            |                                                                   | | 45° 21′ 02″ N, 4° 52′ 59″ E      |              |
| Forteresse, fort(ification)                   | Fort du Saint-Eynard                        | Le Sappey-en-Chartreuse          |                                                                   | | 45° 14′ 05″ N, 5° 45′ 47″ E      |              |
| Maison forte · Renaissance                    | Château de Saint-Jean-de-Chépy              | Tullins                          | Classé MH (1977) · Inscrit MH (1977) · Notice no PA00117299       | Ancienne maison forte du XIIIe siècle. En grande partie reconstruit au XVIe siècle.                                                    | 45° 17′ 54″ nord, 5° 28′ 57″ est |              |
| Maison forte · Néo-classique                  | Château de Saint-Julien                     | Siccieu-Saint-Julien-et-Carisieu | Notice no IA38000003 Notice no IA38000133                         | Ancienne maison forte du XIIIe siècle. En grande partie reconstruit en 1836.                                                           | 45° 43′ 58″ nord, 5° 17′ 26″ est |              |
| Château fort · Classicisme, classique         | Château de Sassenage                        | Sassenage                        | Classé MH (1942) · Notice no PA00117279                           | Ancien château fort cité au XIIIe siècle Reconstruit en style classique de 1662 à 1669.                                                | 45° 12′ 37″ nord, 5° 39′ 35″ est |              |
| Château fort · Maison forte                   | Château de Septème                          | Septème                          | Inscrit MH (1947) · Notice no PA00117287                          | Ancien château fort du XIe siècle. En ruines au XXIe siècle. Une maison forte est bâti à proximité au XIVe siècle.                     | 45° 33′ 03″ nord, 5° 00′ 39″ est |              |
| Maison forte                                  | Château de Serrières                        | Trept                            | Inscrit MH (1992) · Notice no PA00117297                          | Ancienne maison forte des XIIIe et XIVe siècles. Remanié à plusieurs reprises. Fermé au public.                                        | 45° 41′ 27″ nord, 5° 19′ 52″ est |              |
| Maison forte                                  | Château de Serviantin                       | Biviers                          | Inscrit MH (1960) · Notice no PA00117123                          | Ancienne maison forte du XIIIe siècle.                                                                                                 | 45° 14′ 04″ nord, 5° 48′ 33″ est |              |
| Maison forte · Renaissance                    | Château de la Sône                          | La Sône                          | Inscrit MH (1968, 1995) · Notice no PA00117290                    | Ancien maison forte élevée en 1210 Remaniée dès le XIVe siècle.                                                                        | 45° 06′ 48″ nord, 5° 17′ 01″ est |              |
| Château fort · Ruine ou disparu               | Château de Seyssuel                         | Seyssuel                         | Inscrit MH (1994) · Notice no PA00132950                          | Ancien château fort du XIIe siècle. En ruines au XXIe siècle.                                                                          |                                  |              |
| Manoir, gentilhommière                        | Château de Tencin                           | Tencin                           | Inscrit MH (1946) · Notice no PA00117291                          | Château du XVIIIe siècle. |                                  |              |
| Manoir, gentilhommière                        | Manoir de la Tour                           | Le Cheylas                       | Inscrit MH (1951) · Notice no PA00117134                          | Ancien manoir du XVe siècle. | 45° 22′ 15″ nord, 5° 59′ 22″ est |              |
| Classicisme, classique                        | Château de Tournin                          | La Tour-du-Pin                   | Inscrit MH (1967) · Notice no PA00117294                          | Château de plaisance du XVIIe siècle.                                                                                                  | 45° 35′ 26″ nord, 5° 32′ 09″ est |              |
| Château fort · Classicisme, classique         | Château du Touvet                           | Le Touvet                        | Classé MH (1959, 1964) · Notice no PA00117296                     | Ancien château fort du XIIIe siècle. Transformé en demeure de plaisance au XVIIIe siècle.                                              | 45° 21′ 49″ nord, 5° 56′ 48″ est |              |
| Maison forte                                  | Tour du Treuil ou Château Ferrier           | Allevard                         |                                                                   | Ancienne maison forte citée en 1282.                                                                                                   | 45° 24′ 10″ nord, 6° 04′ 25″ est |              |
| Château fort · Renaissance                    | Château d'Uriage                            | Uriage-les-Bains                 | Inscrit MH (1988) · Classé MH (1990) · Notice no PA00117261       | Château de style Renaissance du XVe siècle Fermé au public                                                                             | 45° 08′ 41″ nord, 5° 49′ 57″ est |              |
| Château fort                                  | Château de Vallin                           | Saint-Victor-de-Cessieu          | Patrimoine en Isère                                               | Ancien château fort du XIVe siècle. | 45° 31′ 56″ nord, 5° 23′ 12″ est |              |
| Maison forte · Classicisme, classique         | Château de Vaulserre                        | Saint-Albin-de-Vaulserre         | Classé MH (1984) · Notice no PA00117246                           | Ancienne maison forte du XVIIe siècle, transformé en Château de plaisance au XVIIe siècle.                                             | 45° 30′ 25″ nord, 5° 41′ 49″ est |              |
| Château fort · Ruine ou disparu               | Tour sans Venin                             | Seyssinet-Pariset                |                                                                   | Ancien château fort du XIIIe siècle. En ruines au XXIe siècle.                                                                         | 45° 10′ 17″ nord, 5° 39′ 58″ est |              |
| Maison forte · Château fort                   | Maison forte de la Veyrie (de la Véhérie)   | Bernin                           |                                                                   | Ancienne maison forte puis château fort du XIe siècle. Réhabilité au XXe siècle ; restaurant.                                          |                                  |              |
| Motte castrale ou féodale · Renaissance       | Château de Virieu                           | Virieu                           | Inscrit MH (1965, 1990) · Notice no PA00117355                    | À l'origine motte castrale du XIe siècle. Bâti en pierre et remanié au XVIe siècle. Ouvert au public.                                  | 45° 28′ 46″ nord, 5° 28′ 45″ est |              |
| Maison forte · Château fort                   | Château de Vizille                          | Vizille                          | Classé MH (1862, 1991) · Inscrit MH (1989) · Notice no PA00117357 | Château de plaisance du début du XVIIe siècle. Musée de la Révolution française                                                        | 45° 04′ 31″ nord, 5° 46′ 23″ est |              |
| Maison forte · Renaissance                    | Château de Viriville                        | Viriville                        |                                                                   | Château fort du XIIe siècle | 45° 19′ 00″ nord, 5° 12′ 20″ est |              |
| Maison forte · Renaissance                    | Château de Voissant                         | Voissant                         | Classé MH (1983) · Notice no PA00117358                           | Ancienne maison forte du XVIe siècle                                                                                                   | 45° 29′ 06″ nord, 5° 42′ 43″ est |              |
| Maison forte · Renaissance                    | Château Neuf de Vertrieu                    | Vertrieu                         | Classé MH (1991) · Notice no PA00117314                           | Château de plaisance du début du XVIIe siècle.                                                                                         | 45° 52′ 27″ nord, 5° 22′ 10″ est |              |